# Monolophosaurus
Monolophosaurus war ein theropoder Dinosaurier, welcher in Gesteinen der Shsishugou Formation im chinesischen Autonomen Gebiet Xinjiang entdeckt und 1994 von Currie und Zhao beschrieben wurde. Bis zu seiner Beschreibung war er unter dem Gattungsnamen Jiangjunmiaosaurus bekannt.
Monolophosaurus gehört systematisch gesehen zur Tetanurae und lebte vor ca. 166 bis 157 Millionen Jahren im späten Mittel- und frühen Oberjura. Der sich biped (zweibeinig) fortbewegende Echsenbeckensaurier war Karnivore (Fleischfresser). Die Länge des Theropoden betrug ungefähr 5 Meter, wobei das Gewicht auf rund 800 Kilogramm geschätzt wird.

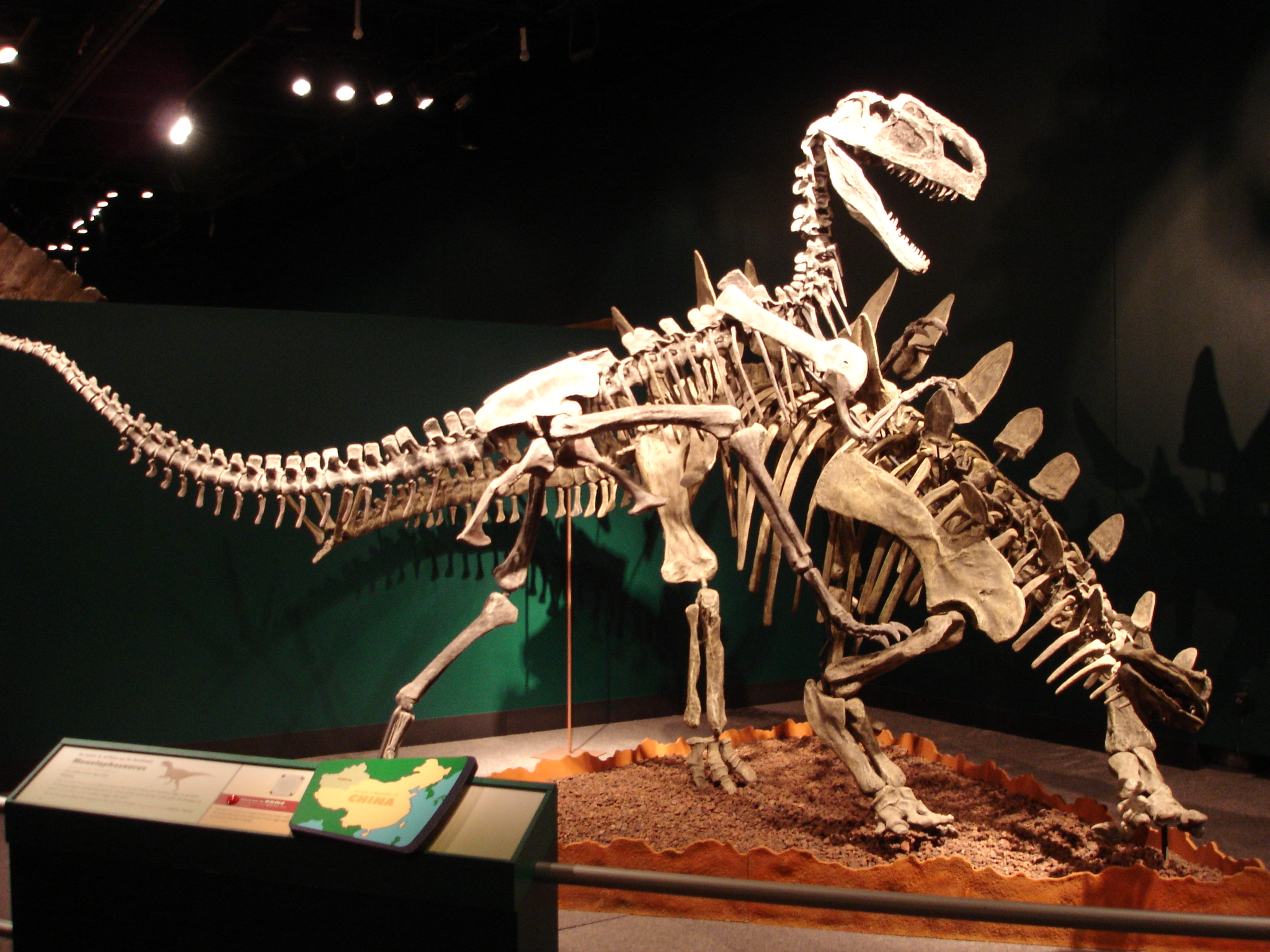
Monolophosaurus und Tuojiangosaurus im Field Museum (Chicago, Illinois)

Ein typisches Merkmal von Monolophosaurus war ein einzelner Kamm, der sich auf seinem Kopf befand. Nach diesem wurde der Dinosaurier auch benannt: Die deutsche Übersetzung von Monolophosaurus bedeutet sinngemäß „Echse mit einem Kamm“.
Da die Umgebung der Fundstelle des fast vollständigen Skeletts von Monolophosaurus während des Mesozoikums sehr wasserreich war, geht man davon aus, dass sich der Theropode größtenteils in der Nähe von Wasser (beispielsweise an Ufern von Seen oder Flüssen) aufhielt.